# Emerson Palmieri
Emerson Palmieri dos Santos (Santos, 3. kolovoza 1994.) talijanski je nogometaš koji igra na poziciji lijevog beka. Trenutačno igra za West Ham United.

## Klupska karijera

### Santos
Tijekom svoje omladinske karijere igrao je za brazilski Santos. Za prvu momčad Santosa debitirao je 17. travnja 2011. kada je zamijenio Keirrisona u utakmici Campeonato Pauliste u kojoj je Santos pobijedio Paulistu 3:0. U brazilskoj Sériji A debitirao je 17. lipnja kada je Santos izgubio od Flamenga 0:1.

### Palermo (posudba)
Dana 25. kolovoza 2014. posuđen je talijanskom prvoligašu Palermu. U ligi je debitirao 24. rujna kada je Palermo igrao 3:3 protiv Napolija.

### Roma
Dana 31. kolovoza 2015. posuđen je Romi na jednu godinu. U ligi je debitirao 4. listopada kada je Roma pobijedila njegov prethodni klub 2:4. Svoj prvi ligaški gol za Romu postigao je 14. svibnja 2016. kada je Milan poražen 1:3. Emersonova posudba produljena je 7. srpnja te ga je Roma 5. prosinca kupila od Santosa za 2 milijuna eura.

### Chelsea
Dana 30. siječnja 2018. prešao je u Chelsea za nepoznati iznos. Prema Romi početni iznos transfera iznosio je 20 milijuna eura te je on mogao narasti za još 9 milijuna eura kroz bonuse. Za novi klub debitirao je 17. veljače u utakmici pete runde FA kupa protiv Hull Cityja (4:0) u kojoj je asistirao zimskom pojačanju Olivieru Giroudu za njegov prvi klupski gol. U Premier ligi debitirao je 4. ožujka 2018. kada je Manchester City pobijedio Chelsea s minimalnih 1:0. Svoj prvi gol za klub postigao je 26. rujna u utakmici treće runde Liga kupa u kojoj je Liverpool izgubio 1:2. Dana 29. svibnja 2019. asistirao je Giroudu za prvi gol finalne utakmice UEFA Europske lige 2018./19. u kojoj je Chelsea pobijedio Arsenal 4:1. Svoj prvi gol u UEFA Ligi prvaka postigao je 17. ožujka 2021. u utakmici osmine finala odigrane protiv Atlético Madrida koja je završila 2:0.

### Lyon (posudba)
Dana 19. kolovoza 2021. posuđen je Lyonu na jednu godinu.

### West Ham United
Dana 23. kolovoza 2022. prešao je iz Chelseaja u West Ham United za nepoznati iznos. S West Ham Unitedom potpisao je četverogodišnji ugovor uz mogučnost produljenja na još jednu sezonu.

## Reprezentativna karijera
Tijekom svoje omladinske karijere nastupao je za selekciju Brazila do 17 godina. S tom selekcijom nastupao je na Južnoameričkom prvenstvu 2011. koje je osvojio te na Svjetskom prvenstvu 2011. Godine 2017. odlućio je da će ubuduće nastupati za Italiju. Za talijansku reprezentaciju debitirao je 10. rujna 2018. kada je Italiju porazio Portugal 0:1. S Italijom je osvojio Europsko prvenstvo 2020.

## Priznanja

### Klupska
Santos
- Campeonato Paulista: 2011., 2012.[25]

Chelsea
- UEFA Liga prvaka: 2020./21.[26]
- UEFA Europska liga: 2018./19.[17]
- Finalist FA kupa: 2019./20.,[27] 2020./21.[28]
- Finalist Liga kupa: 2018./19.[29]

### Reprezentativna
Brazil do 17 godina
- Južnoameričko prvenstvo do 17 godina: 2011.[25]

Italija
- Europsko prvenstvo: 2020.[24]

## Vanjske poveznice
- Profil  Arhivirana inačica izvorne stranice od 13. kolovoza 2021. (Wayback Machine), Chelsea
- Profil, BDFutbol  (engl.)
- Profil, Sambafoot
- Profil, Soccerbase (engl.)
- Profil  Arhivirana inačica izvorne stranice od 23. travnja 2019. (Wayback Machine), LegaSerieA.it